# Universidade Paris 1 Panthéon-Sorbonne
A Universidade Paris 1 Panthéon-Sorbonne (em francês: Université Paris 1 Panthéon-Sorbonne) é uma prestigiosa universidade pública francesa. Foi criada em 1971, após a dissolução da Universidade de Paris, tendo como foco e sendo reconhecida entre as melhores universidades do mundo para o estudo das ciências econômicas e de gestão, as ciências humanas, ciências jurídicas e a política.

## Ex-alunos famosos
- Jean-Pierre Thiollet, escritor, ensaísta
- Gérald Karsenti, CEO da Hewlett-Packard França
- Suelly Ribeiro, economista, artista, consultora e bancária.